# Палієнко Максим Володимирович
Максим Володимирович Палієнко (рос. Максим Владимирович Палиенко, нар. 18 жовтня 1994, Тольятті, Росія) — російський футболіст, атакувальний півзахисник клубу «Акрон».

## Ігрова кар'єра

### Клубна
Максим палієнко є вихованцем тольяттінського футболу. З 2011 року виступав за дублюючий склад самарського клубу «Крила Рад». Першу гру в основі в Прем'єр-лізі футболіст провів у липні 2013 року. Влітку 2015 року контракт з самарським клубом не був продовжений і Палієнко перейшов до пітерського «Зеніта». Але пробитися до основи футболіст не зумів і більшу частину часу виступав за другий склад пітерського клубу.
У липні 2016 року Палієнко підписав дворічний контракт з клубом «Тосно», з яким у перший же сезон виграв турнір ФНЛ, а у сезоні 2017/18 виграв Кубок Росії. Після розформування «Тосно» Палієнко перейшов до клубу ФНЛ «Нижній Новгород» і в сезоні 2018/19 став кращим бомбардиром клубу, забивши за сезон 9 голів.
В кар'єрі Палієнка були виступи у клубах «Чайка» з Піщанокопське та «Оренбург». У липні 2021 року футболіст як вільний агент повернувся до рідного Тольятті, коли підписав контракт з клубом Першої ліги - тольяттінським «Акроном».

### Збірна
У жовтні 2016 року Максим Палієнко провів одну гру у складі молодіжної збірної Росії проти своїх фінських однолітків і в першій же грі відзначився забитим голом.

## Титули
Тосно
 Переможець Кубка Росії: 2017/18